# Pianale BMW UKL
Il pianale BMW UKL o piattaforma BMW UKL (UKL è l'acronimo tedesco di Untere Klasse, che significa in italiano classe inferiore) è una piattaforma automobilistica sviluppata dalla casa tedesca BMW.

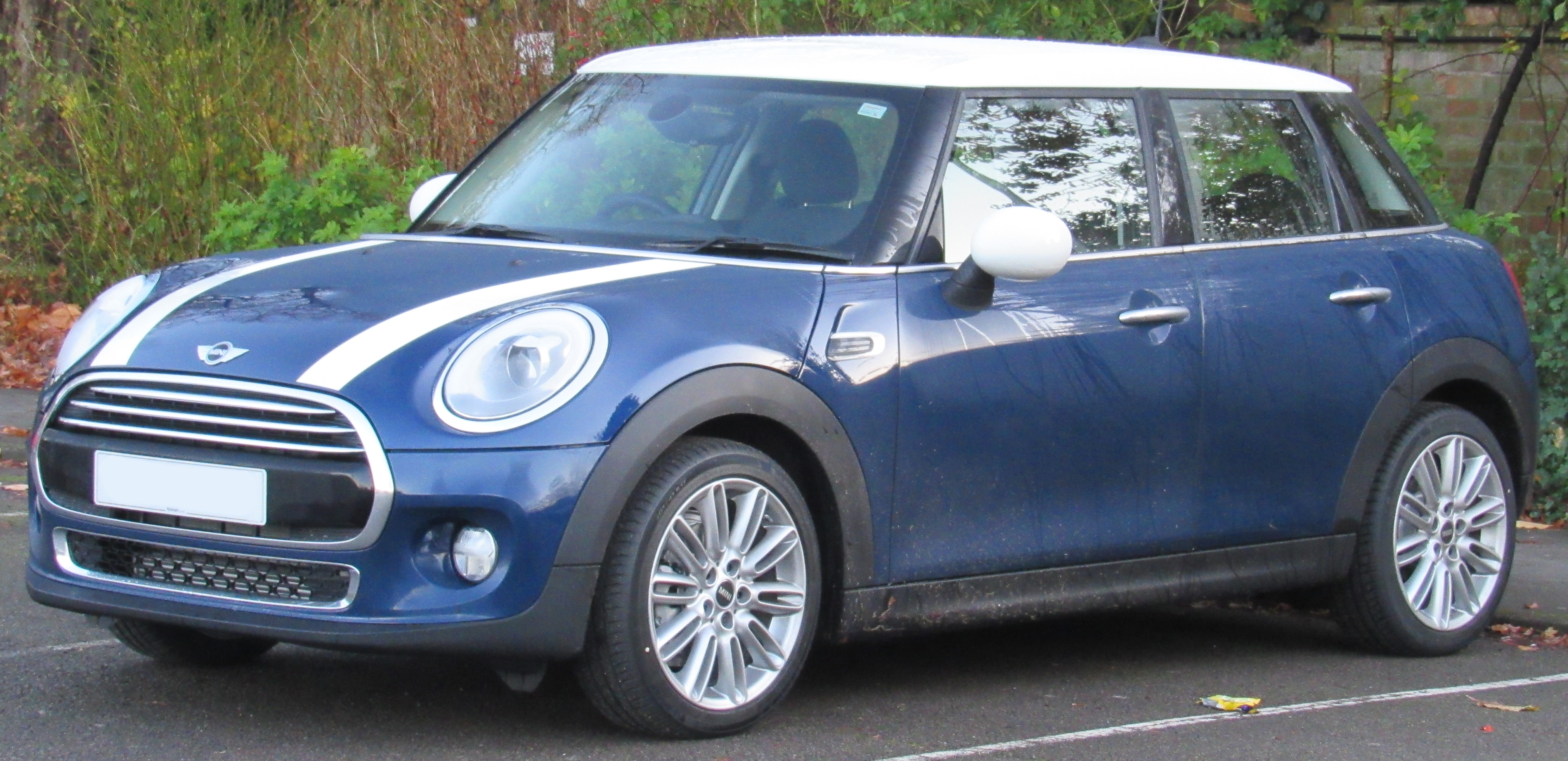
Mini 3 porte, prima vettura a essere dotata della piattaforma UKL

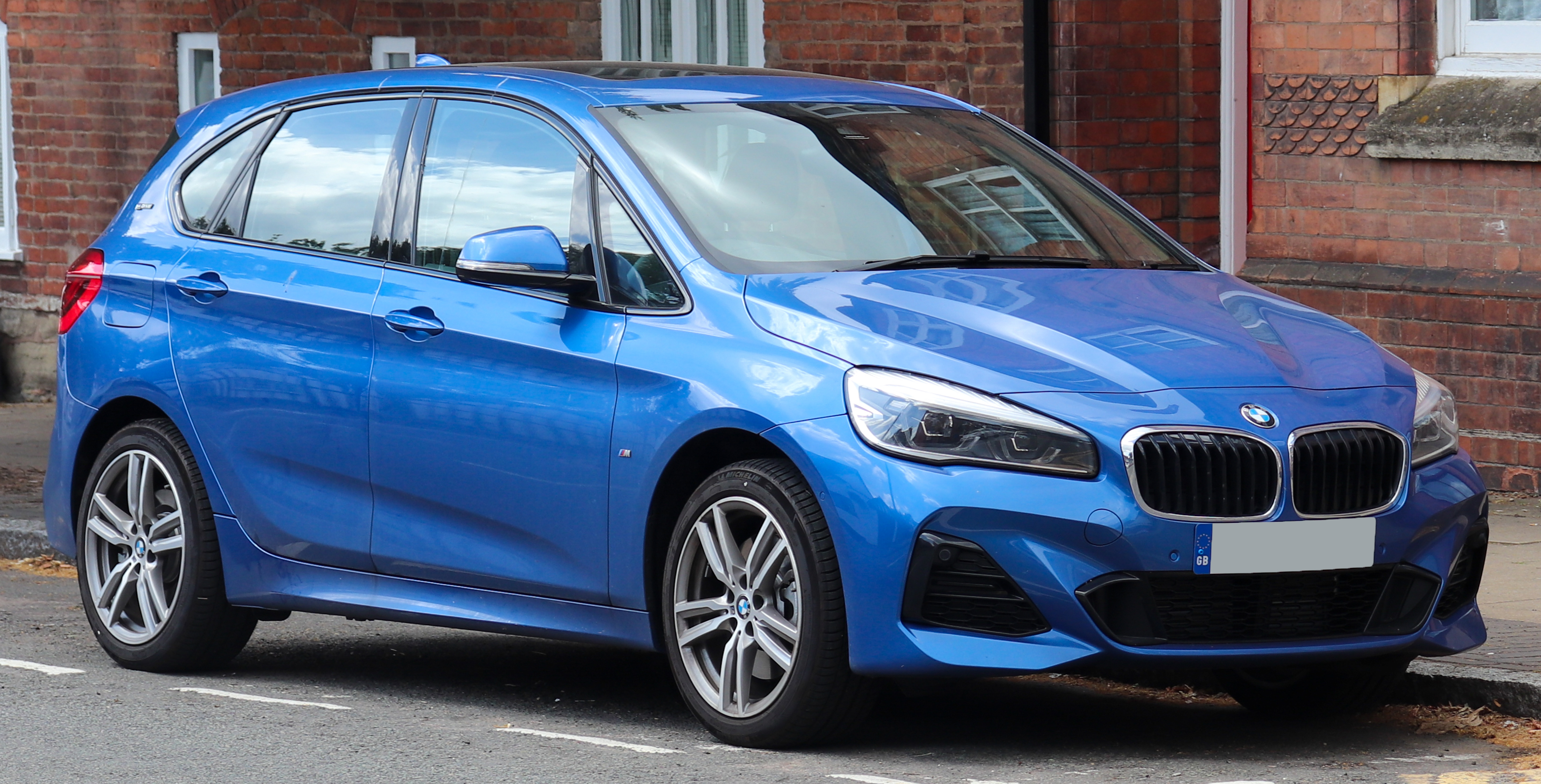
BMW Serie 2 Active Tourer, prima BMW a essere dotato della piattaforma UKL

## Descrizione
È un'architettura modulare adatta alla costruzione di una gamma di modelli a motore anteriore trasversale con la trazione anteriore e/o a quattro ruote motrici.
La piattaforma ha tre varianti denominate UKL1, UKL2 e FAAR. Il primo veicolo di produzione a utilizzare la piattaforma UKL è stata la Mini a tre porte del 2014.
Un'ulteriore evoluzione della piattaforma UKL, derivata dalla UKL2, è la piattaforma FAAR progettata per ospitare anche propulsori ibridi ed elettrici, che ha esordito sulla BMW Serie 1 F40.

## Modelli

### UKL1
I modelli che adottano la UKL1 sono:
- Mini 3 porte (dal 2014)
- Mini 5 porte (dal 2014)
- Mini Convertible (dal 2016)

### UKL2
I modelli che adottano la UKL2 sono:
- Mini Clubman (dal 2016)
- BMW Serie 2 Active Tourer (2014-2021)
- BMW Serie 2 Gran Tourer (dal 2015)
- BMW X1 (2015-2022)
- BMW X2 (dal 2017)
- Zinoro 60H (dal 2017)
- Mini Countryman (dal 2017)
- BMW Serie 1 Sedan (dal 2017)

### FAAR
- BMW Serie 1 (dal 2019)
- BMW Serie 2 Gran Coupé (dal 2019)
- BMW Serie 2 Active Tourer (dal 2021)
- BMW X1 (dal 2022)